# Солдатский (овраг)
Солдатский — овраг с водотоком в России, протекает в Цильнинском районе Ульяновской области. Правый приток реки Бирюч.

## География
Ручей берёт начало у села Пилюгино. Течёт на север по открытой местности и впадает в Бирюч на окраине села Большое Нагаткино. Устье водотока находится в 22 км по правому берегу реки Бирюч. Длина водотока составляет 11 км, площадь водосборного бассейна — 52,2 км².

## Данные водного реестра
По данным государственного водного реестра России относится к Верхневолжскому бассейновому округу, водохозяйственный участок реки — Свияга от истока до села Альшеево, речной подбассейн реки — Волга от впадения Оки до Куйбышевского водохранилища (без бассейна Суры). Речной бассейн реки — (Верхняя) Волга до Куйбышевского водохранилища (без бассейна Оки).
Код объекта в государственном водном реестре — 08010400512112100002325.